# ولایت اومی

نقشه ژاپن در سال ۱۸۶۸ میلادی. این ولایت با رنگ تیره مشخص شده است.

ولایت اومی (به ژاپنی: 近江国 Ōmi no kuni) یکی از ولایت‌ها در تقسیم‌بندی کشوری قدیم ژاپن بود.